# Clone (biologia das células B)
Processo de maturação imunológica das células B que envolve a transformação duma célula B indiferenciada para uma que segrega anticorpos com particular especificidade. Esta diferenciação e activação da célula B ocorre mais rapidamente após a exposição ao antígeno pelas células apresentadoras de antígeno no sistema retículo-endotelial, sob modulação por células T, e está estreitamente relacionada com a maturação da afinidade. As células B que respondem mais avidamente ao antígeno são preferencialmente capazes de proliferar e amadurecer, um processo conhecido como selecção clonal.